# NGC 619
NGC 619 (również PGC 5878) – galaktyka spiralna z poprzeczką (SBb), znajdująca się w gwiazdozbiorze Rzeźbiarza. Odkrył ją John Herschel 30 listopada 1837 roku.